# ستيف جنسن
ستيف جنسن (بالإنجليزية: Steve Jensen)‏ هو لاعب هوكي الجليد أمريكي، ولد في 14 أبريل 1955 في منيابولس في الولايات المتحدة.

## وصلات خارجية
- ستيف جنسن على موقع دوري الهوكي الوطني (الإنجليزية)
- ستيف جنسن على موقع قاعة مشاهير الهوكي (لاعب أن.إتش.أل) (الإنجليزية)
- ستيف جنسن على موقع EliteProspects.com (الإنجليزية)
- ستيف جنسن على موقع HockeyDB.com (الإنجليزية)
- ستيف جنسن على موقع Hockey-Reference.com (الإنجليزية)
- ستيف جنسن على موقع أوليمبيديا (الإنجليزية)